# Volk's Electric Railway
Volk's Electric Railway är världens äldsta elektriska järnväg som fortfarande är i drift. Järnvägen, som invigdes 1883, är smalspårig (spårvidd 825 millimeter) och går parallellt med stranden i Brighton i södra England. Linjen som är idag 1,6 kilometer lång, har tre stationer och trafikeras enbart sommartid. Linjen var den första  av två elektriska järnvägar som den brittiske ingenjören Magnus Volk byggde i Brighton vid slutet av 1800-talet.

## Bilder

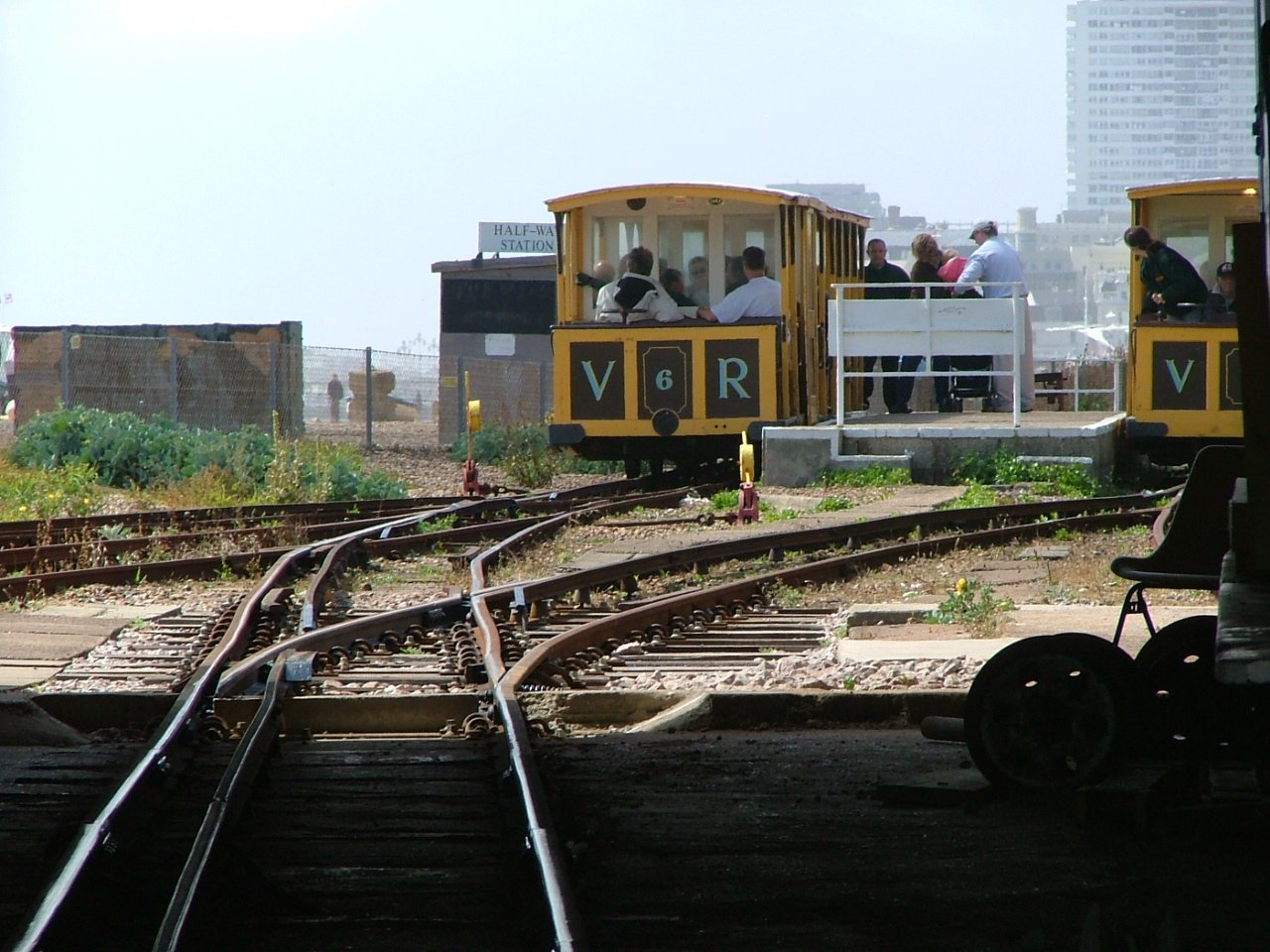
Paston Place Station, där vagnarna möts.
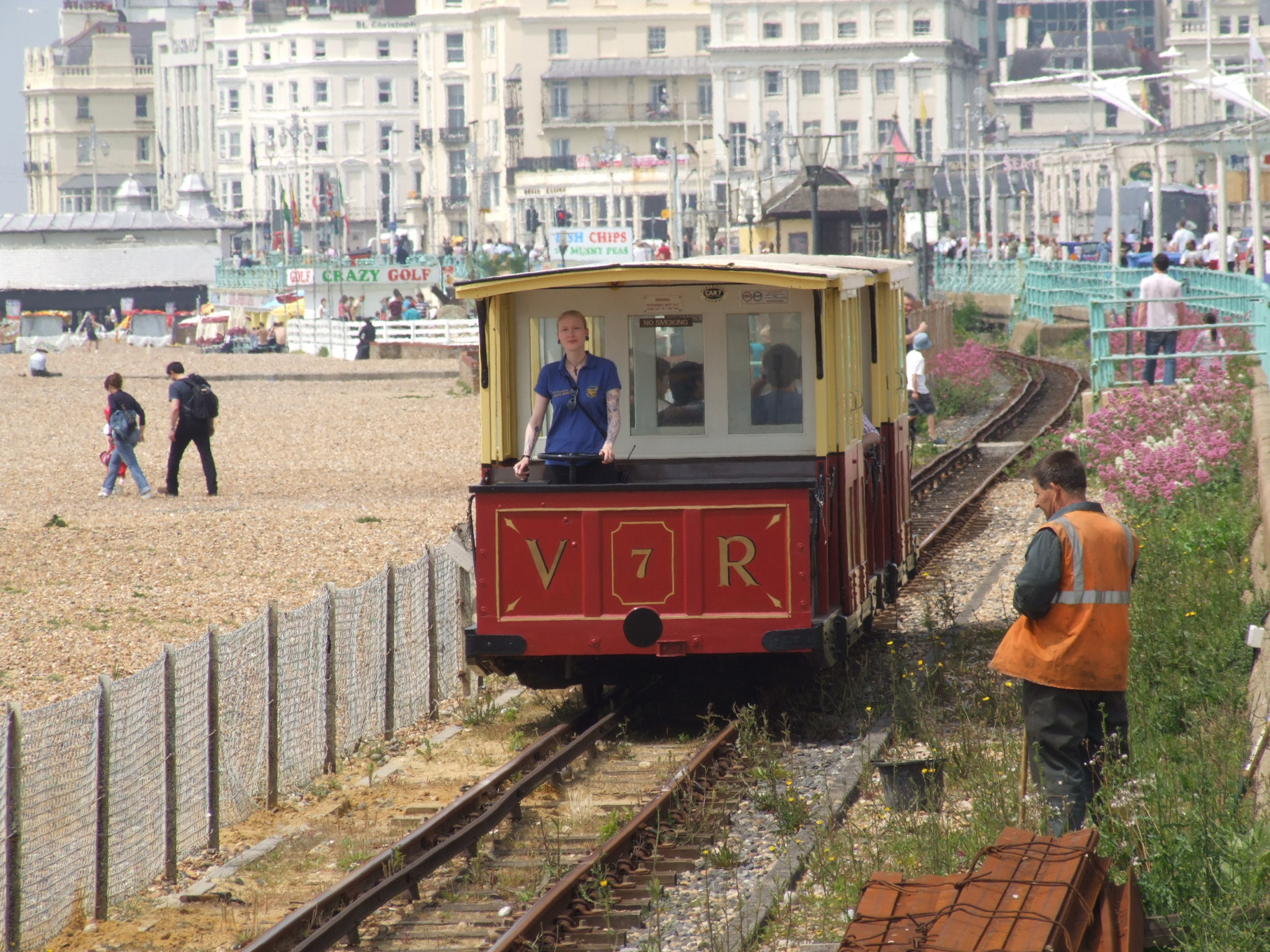
En av vagnarna
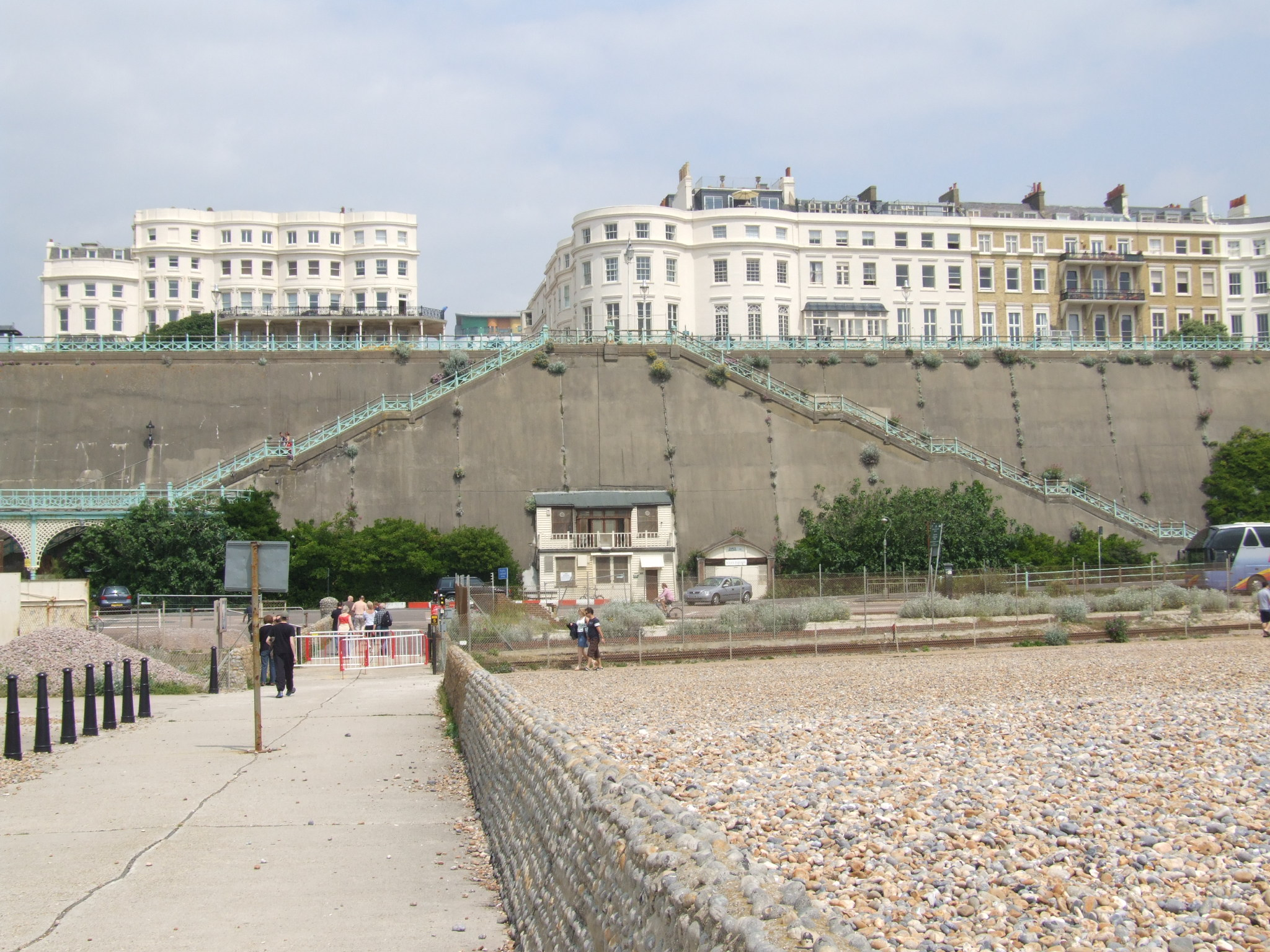
Järnvägsövergång, sedd från stranden
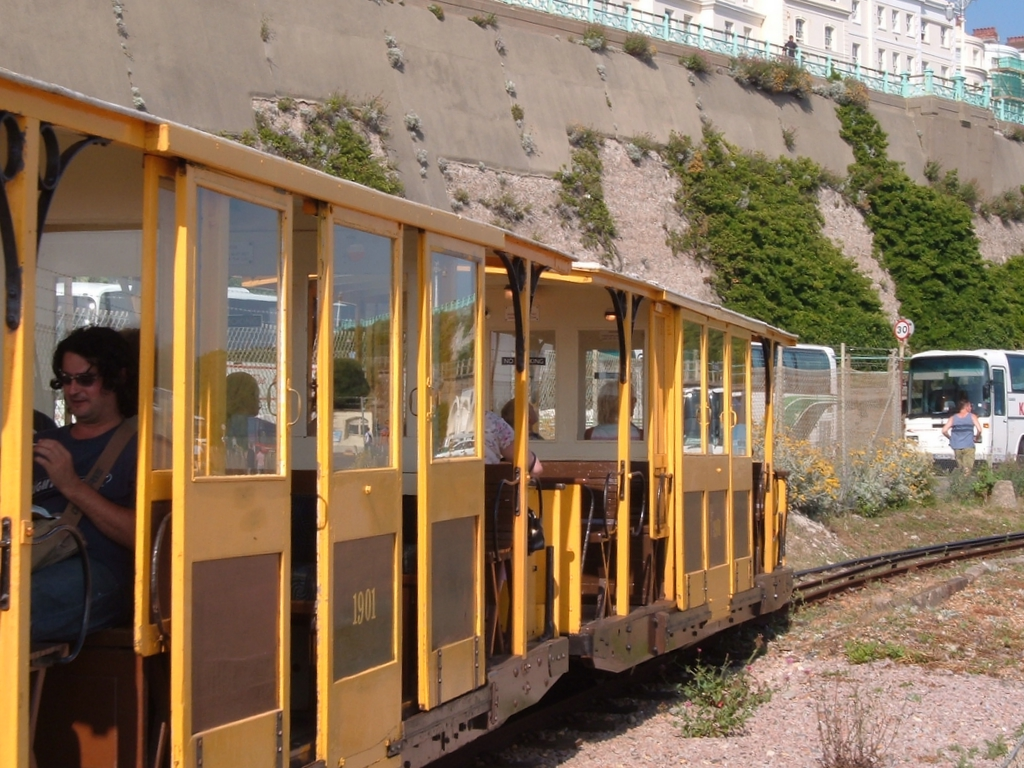